# Jajko w kulturze
Jajko w kulturze – użycie jaja jako składnika, symbolu lub kształtu.
Jaja są używane w obrzędowości i symbolice różnych kultur oraz jako elementy dekoracyjne. Jajo stanowi zalążek nowego życia, stało się więc symbolem odradzającego się życia znanym w wielu kulturach. Jest elementem mitów kosmogonicznych w większości kultur świata.

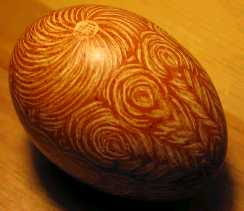
Drapanka

## Jaja jako dekoracja
Zwyczaj ich dekorowania znany był już w starożytności. Najstarsze przykłady liczą ponad 5000 lat. Są to pisanki z Asyrii, nieco późniejsze pochodzą z Egiptu, Persji, Rzymu i Chin. Kolorowo pomalowanymi jajkami Chińczycy obdarowywali się wraz z nadejściem wiosny.
W starożytnym Egipcie motywem zdobniczym jajek były skarabeusze z dwiema postaciami ludzkimi. W Kairze na jajkach uwieczniano wizerunki sławnych mężów. W Sudanie zamieszczane były cytaty z Koranu. Skorupki chińskich pisanek pokryte były misternymi miniaturami przedstawiającymi kwiaty wiśni, chryzantem, ptaków. Australijscy Aborygeni rzeźbili jaja strusie, traktując je jako świętość.
Na ziemiach polskich najstarsze pisanki, pochodzące z końca X wieku, odnaleziono podczas wykopalisk archeologicznych na opolskiej wyspie Ostrówek, gdzie odkryto pozostałości grodu słowiańskiego. Wzór rysowano na nich roztopionym woskiem, a następnie wkładano je do barwnika – łupin cebuli lub ochry, które nadawały im brunatnoczerwoną barwę.

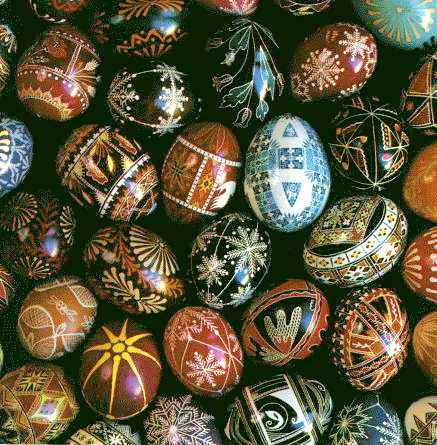
Ukraińskie pisanki

Jajka zdobiono w celach magicznych. W ludowych wierzeniach zwyczaj ten uważany był za jeden z warunków zapewnienia ciągłości świata. Barwione i zdobione jajka stanowiły również szczególny element praktyk magicznych mogących zapewnić zdrowie i dorodność nie tylko ludziom, ale i zwierzętom gospodarczym – w tym celu zwykło się nimi pocierać chore miejsca lub toczyć po grzbietach zwierząt.
W motywach zdobniczych ukryta była bogata symbolika: elementy solarne odwoływały się do takich wartości jak odrodzenie i wieczność, figury geometryczne były znakiem nieskończoności. Sama praktyka dekorowania skorupki miała spotęgować cudowne własności jajka.
Nie tylko w ornamentyce, ale i w barwach znajduje się wiele symboli: czerwień i biel oddają cześć domowym duchom opiekuńczym, a czerń i biel – duchom ziemi. Zieleń nawiązuje do odrodzenia przyrody i miłości, która wraz z rodzinnym szczęściem ukryta jest w brązie.
W czasie świąt Wielkiej Nocy jajka są malowane i ozdabiane (pisanki). W religii katolickiej i prawosławnej jajko związane jest z motywem zmartwychwstania Chrystusa i symbolizuje nadzieję na życie wieczne. Dominującą barwą pisanek w kościele katolickim była czerwień. Na czerwono barwili jaja wyznawcy prawosławia pierwszych wieków w Armenii, w Austrii do I wojny światowej wyłącznie czerwone były wielkanocne jajka, a w kościele prawosławnym to do dziś tradycyjny kolor pisanki.
Na pamiątkę zmartwychwstania kolor czerwony stał się symbolem zwycięstwa, radości i dobrych wiadomości. Dlatego ludowa tradycja przypisywała szczególne znaczenie rumuńskiemu przysłowiu: kiedy zabraknie czerwonego jajka, to nastąpi koniec świata.
Jajami norymberskimi ze względu na kształt i miejsce produkcji nazywano pierwsze kieszonkowe zegarki.
Najdroższymi jajkami są jaja Fabergé ze złota, zdobione kamieniami szlachetnymi, projektowane i wykonywane dla rodziny cara Aleksandra III Romanowa w pracowni nadwornego złotnika Petera Carla Fabergé.

## Symbolika
Z chaosu wyłoniło się olbrzymie jajo, z którego wykluł się świat. To jeden z najstarszych i najbardziej popularnych symboli. W wyobrażeniach wielu ludów pierwotnych wszechświat był monstrualnym jajem, które uformował wszechmocny i niewidzialny Bóg.
Jajo pojawia się również w mitach śródziemnomorskich, oznaczając nieboskłon, na który składa się siedem sfer. Zmienione przez Noc jajo wydało Erosa. Z jaja powstała Ziemia, ze skorupy Niebo. Także z jaja, jakie zniosła uwiedziona przez Zeusa Leda, wykluli się Dioskurowie, Helena Trojańska i Klitajmestra.

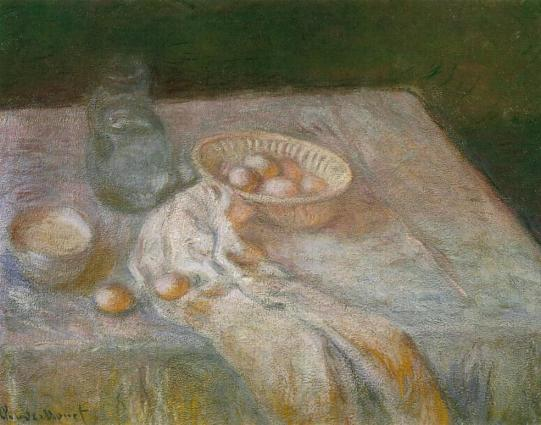
Monet, Martwa natura z jajkami, 1907

W fińskim eposie Kalevala kaczka złożyła sześć złotych jaj i siódme żelazne. Wpadły one do wody, a z okruchów powstały ziemia,
niebo, z żółtek wyszło słońce, z białka księżyc, z pstrych plam gwiazdy, a z ciemnych cząstek jajek odpłynęły chmury.
Tradycje wielu kultur podkreślały wspólny rytm jaja ze światem, Słońcem, płodnością, zmartwychwstaniem. Było ono znakiem powrotu wiosny, domem. Używane w magii leczniczej i oczyszczającej uwalniało swą mocą siły witalne. W owalnym kształcie zamknięta była nadzieja na odradzanie się życia.
U Słowian jajko związane było z kultem boga słońca, było symbolem solarnym, symbolem nowego życia, narodzin. Było również uważane za potężny amulet przeciw czarom i złym mocom, występowało więc w obrzędach wiosennych i ku czci zmarłych. Z kultury ludowej, w której jajko pełniło rolę talizmanu zabezpieczającego przed złem lub zaklinacza dobrego, symbolu zdrowia i życia, miłości i płodności wyrósł zwyczaj święcenia wielkanocnych pisanek. W procesie chrystianizacji pisankę włączono do elementów symboliki wielkanocnej. Nadal jednak w swej pierwotnej symbolice (wynikającej ze słowiańskiej tradycji) jajka zdobione są przed Jarymi Godami, obchodzonymi współcześnie przez rodzimowierców słowiańskich.
Jajko wielkanocne jest znakiem nowego życia, przezwyciężeniem śmierci porównanym do przebijania skorupki. Wykluwający się kurczak dla chrześcijan symbolizuje zwycięstwo życia, jest znakiem Chrystusowego i ludzkiego zmartwychwstania. Jajko jest nadzieją, próbą cierpliwości, której należy się poddać, aby zobaczyć ukryte wewnątrz pisklę.
Dzielenie się jajkiem podczas śniadania wielkanocnego ma odniesienie do wigilijnego opłatka. Jajko pełni rolę podarunku, którego intencją jest życzenie pomnażania sił witalnych. Pisanka jest rodzajem bileciku miłosnego, który subtelnie oddaje uczucia dziewczyny do obdarowanego chłopca.

## Jajko jako symbol religijny
Jajko jest również ważnym symbolem w wielu wierzeniach i religiach.
Umieszczane w grobowcach egipskich i rzymskich było znakiem i nadzieją na powrót do życia. Również w kulturze chrześcijańskiej, zwłaszcza w prawosławiu, w Niedzielę Wielkanocną składano przy grobach pisanki, dzieląc się w ten sposób z przodkami radością ze zmartwychwstania Chrystusa. W prawosławiu na Białorusi dzień ten nazywa się Radaunica i przypada na wtorek po drugiej niedzieli wielkanocnej. Zwyczaj ten miał swe korzenie w pogańskich Zaduszkach obchodzonych w okresie przesilenia wiosennego, na które później chrześcijaństwo nałożyło święta Wielkiej Nocy, wykorzystując jednak symbolikę dawnych wierzeń. Do obrzędowości tej należy również krakowska Rękawka.
W symbolice judaizmu, obok specjalnego rodzaju precli, ważną rolę odgrywa jajko. Jajka są przypomnieniem nieustannego trwania i cykliczności życia. Jako znak przerwanego istnienia, są podawane na żydowskich stypach. Ale są równocześnie wyrazem nadziei, której nie wolno tracić.

## Zabawy z jajkami
Walatka (zwana też na wybitki) to osadzona w polskiej tradycji zabawa wielkanocna. Dwie osoby stukają się jajkami trzymanymi w dłoni – wygrywa ten, którego jajko nie pękło. Zamiast uderzania jajkami o siebie można je toczyć po stole.
Wielkanocnym zwyczajem, który wiąże się z pradawnym wierzeniem w słońce tańczące na niebie u progu wiosny, jest wrzucanie tzw. tańczącego jaja do źródła.
W wielu regionach Europy zachodniej zachował się zwyczaj, że podczas śniadania wielkanocnego rozbija się skorupki jaj monetami, uderzając jajkiem o jajko czy jajkiem o czoło.
W Meksyku popularne jest rozbijanie o głowę carcarones, wydmuszek wypełnionych konfetti. Zwyczaj ten wywodzi się ze starej meksykańskiej zabawy, znanej do dziś, zwanej Piniatą.
Świecki rodowód ma argentyńska ludowa zabawa ze śpiewem Zepsute jajko (hiszp. Huevo podrido), polegająca na usiłowaniu podrzucenia papierowej kulki (zepsutego jajka) jednemu z uczestników zabawy.

## Jajko w literaturze
- Michaił Bułhakow – Fatalne jaja
- Dr. Seuss – Słoń, który wysiedział jajko (dla dzieci)
- Maria Terlikowska – O czym mówią pisanki...
- Jerzy Jasiński – Jajko pterodaktyla
- John Wyndham – Kukułcze jaja z Midwich
- Tim Krabbé – Złote jajko
- Szarlota Pawel – Smocze jajo
- Damian Jajko – Jajko w Amorze
- Dubravka Ugrešić – Baba Jaga zniosła jajo
- Clifford Stoll – Kukułcze jajo (The Cuckoo’s Egg) – 1989
- Betty MacDonald – Jajko i ja
- Krzysztof Konopelski – obajaja Krzysztofa Kolumba
- Andrzej Pilipiuk – operacja „Jajca” ze zbioru Rzeźnik drzew

## Jajko w filmie
- Andrzej Brzozowski – To jest jajko (This Is an Egg) – 1966
- Komedia Sami swoi ze słynnym jajkiem niezgody – 1967
- W filmie Wielkie żarcie (1973) w reżyserii Marco Ferreriego, przedostatni z czwórki samobójców, kucharz Ugo (Ugo Tognazzi), dekoruje swój ostatni posiłek plasterkami jajek ugotowanych na twardo. Wyjaśnia przy tym, że w judaizmie jajka są symbolem śmierci.
- Ingmar Bergman – Jajo węża (The Serpent’s Egg) – 1977
- Edward Sturlis – Jajko (animowany dla dzieci) – 1979
- Bent Hamer – Jajka (Eggs)- 1995
- serial Jaja ze stali (Balls of Steel) – 2005

## Jajko w sztukach plastycznych

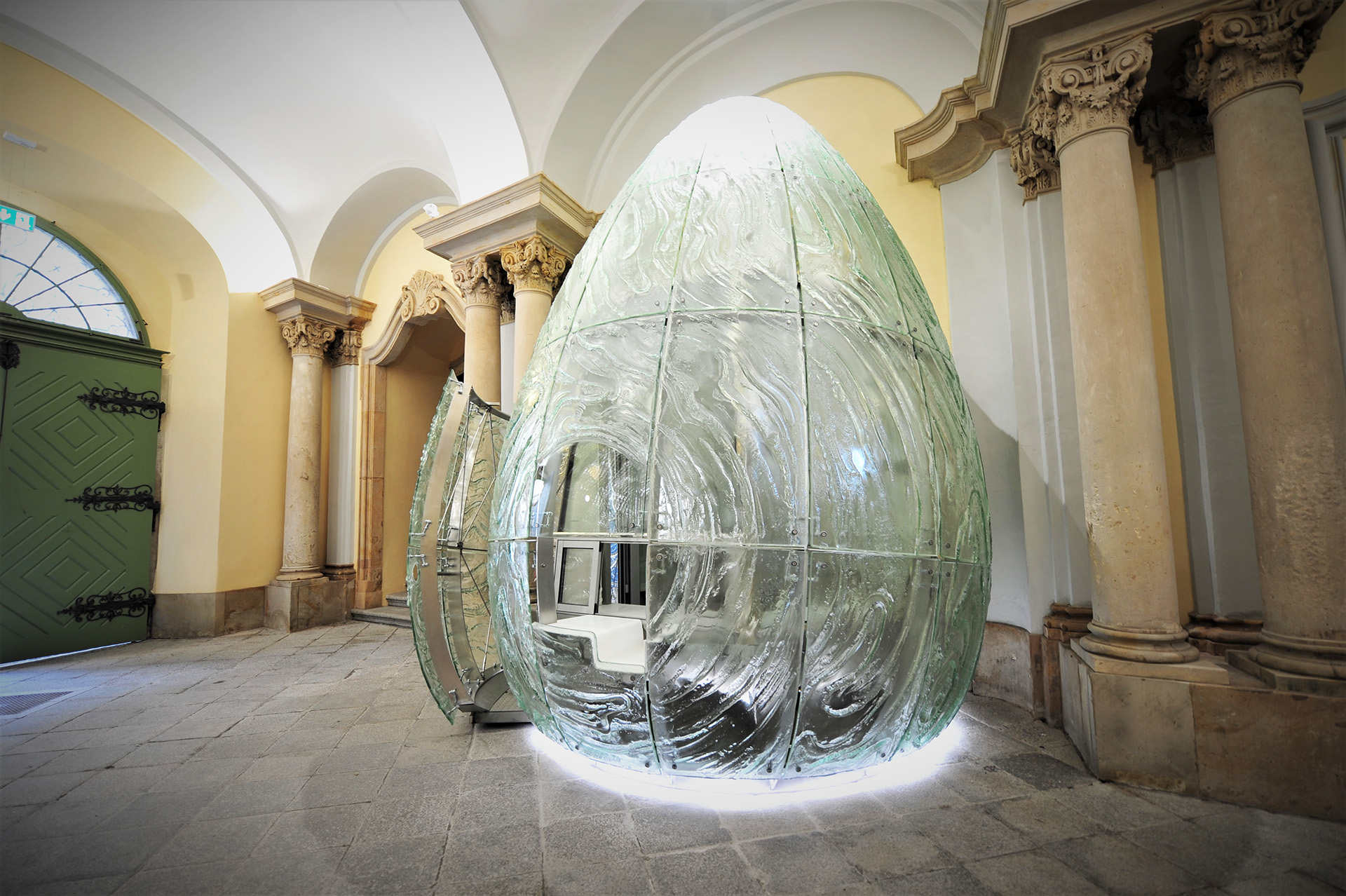
Szklane jajo Tomasza Urbanowicza w gmachu głównym Uniwersytetu Wrocławskiego, 2019

Motyw jajka w malarstwie spotyka się u Dalego, Magritte’a, Witkiewicza, Mikulskiego. Uważane za kolebkę życia, najdoskonalszą formę na świecie przewija się w twórczości rumuńskiego rzeźbiarza Konstantego Brancusi. Fasadę muzeum Salvadore Dali w Figueres na północy Katalonii wieńczy zaprojektowana przez artystę attyka w kształcie olbrzymich jaj. Jajko jako symbol wykorzystywali w swej twórczości Bosch, Breugel i wielu innych. Dziełami sztuki są wspomniane wcześniej jaja Fabergé.
W 2019 roku w historycznym gmachu głównym Uniwersytetu Wrocławskiego artysta Tomasz Urbanowicz zaprojektował i wykonał szklane jajo artystyczne, mierzące ponad 5 metrów wysokości, które pełni funkcję portierni.
W żargonie malarskim jajko używane jest w powiedzeniu jajecznica ze szczypiorkiem dla określenia pstrokatego łączenia barw.
W Polsce największą kolekcję jaj, liczącą ponad tysiąc sztuk, ma Halina Kaczmarczyk z Wilkowic w województwie śląskim. W jej posiadaniu znajdują się jajka z całego świata wykonane z najróżniejszych materiałów, np. z drewna, szklane lub ceramiczne. Motyw jajka wykorzystuje również we własnej twórczości przeplatając go w malarstwie i ceramice. Jej twórczość i specyficzne hobby pozostaje nieznane dużej części społeczeństwa.

## Jajko w astronomii

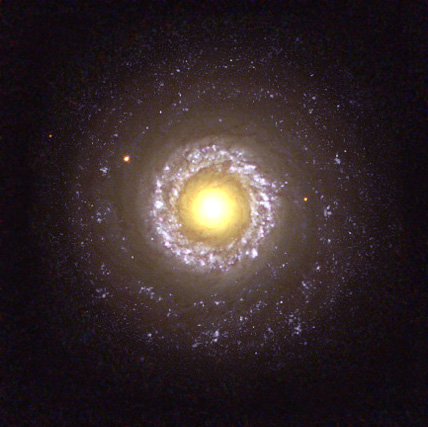
Galaktyka Jajko Sadzone

- Galaktyka Jajko Sadzone – ze względu na kształt
- Mgławica Jajko – ze względu na właściwości
- Mgławica Zepsute Jajko – ze względu na zawartość siarki

## Techniczne zastosowanie jaj
Jaj (czasem wyłącznie żółtka, ewentualnie wraz z pakułami, nawozem itp.) używano w średniowieczu jako dodatku do zaprawy wapiennej przy wznoszeniu szczególnie ważnych budowli (np. katedr gotyckich).
Jajko było dawniej cennym i popularnym spoiwem farb temperowych. Sama nazwa tempery, znanej już w starożytności, oznaczała technikę opartą na jajku. Emulsję naturalną, jaką było jajko, stosowano w malarstwie sztalugowym i ściennym. Bardziej cenione były tempery oparte na samym żółtku.

## Jaja w kulturze masowej
Jajka (oprócz pomidorów i – ostatnio – papieru toaletowego; mogą być zgniłe, a przynajmniej nieświeże) są popularnym wyrazem niezadowolenia – używane są do obrzucania szczególnie nielubianych polityków, lub miernych artystów.
Nietypowe jaja bywają obiektem kolekcjonerstwa i rywalizacji: największe na świecie jajo kurze zostało złożone na białoruskiej farmie w obwodzie grodzieńskim – waży ono 160 gramów (i bije poprzedni włoski rekord – 146 gramów). Rekordowe jajo dołączyło do białoruskiej kolekcji zawierającej już jajko najmniejsze (15 gramów), jajko z trzema żółtkami oraz jajko w kształcie matrioszki.

## Jajko w reklamie
Amerykańska firma EggFusion opracowała metodę laserowego druku na skorupach jaj: promień lasera graweruje rowek na skorupie. Tworzenie reklam na jajkach to zastosowanie uboczne prac nad trwałym umieszczeniem daty i kodu na jajkach. Prace te zostały podjęte w wyniku fali zatruć salmonellą. Opracowane kodowanie nazwano Fresh & Traceability Coding (kodowanie świeżości i identyfikacji). Do kodu dodano informację reklamową: „On-egg Messaging” i tak powstały jajka reklamowe.